# Kuwait Airways
Kuwait Airways (àrab: الخطوط الجوية الكويتية, al-Ḫuṭūṭ al-Jawiyya al-Kuwaytiyya, ‘Línies Aèries Kuwaitianes') és l'aerolínia de bandera de Kuwait, amb seu a les instal·lacions de l'Aeroport Internacional de Kuwait (governació d'al-Farwaniyah). Duu a terme vols internacionals programats arreu de l'Orient Pròxim, el subcontinent indi, Europa, el sud-est asiàtic i Nord-amèrica des de la seva base principal a l'Aeroport Internacional de Kuwait.

## Flota actual

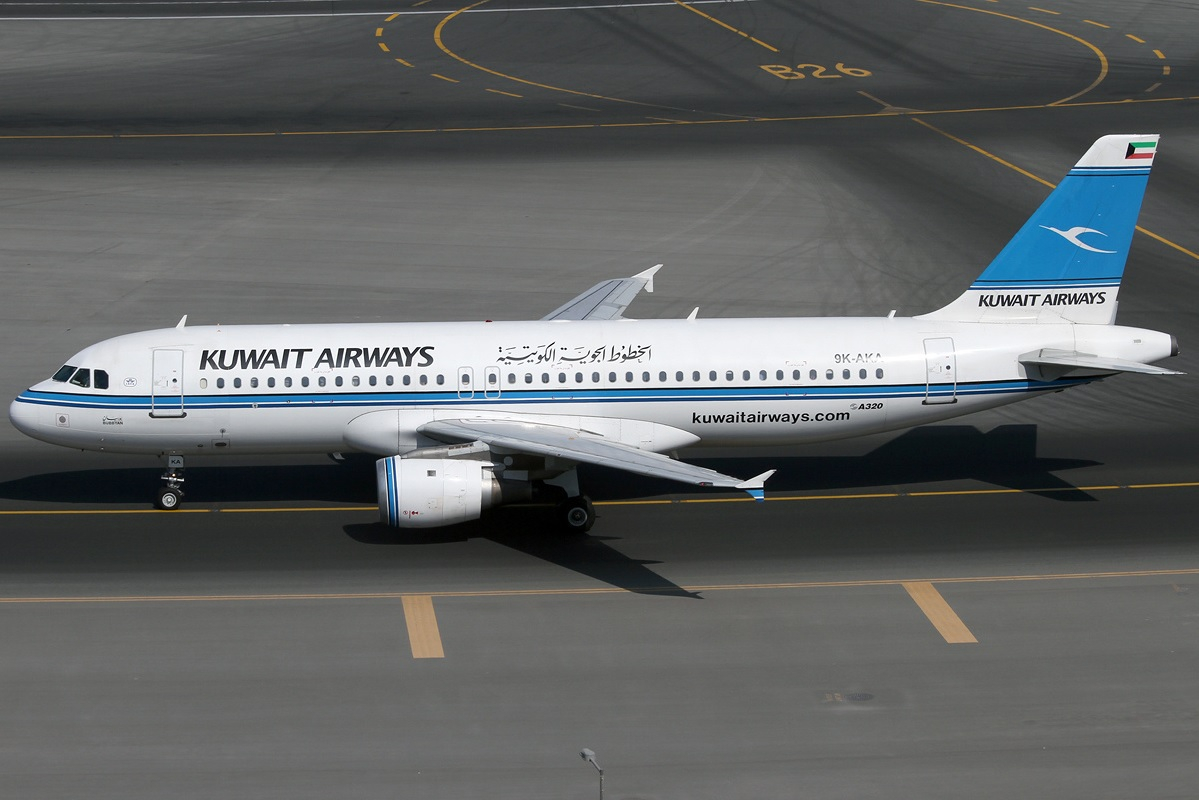
Airbus A320-200 de Kuwait Airways a l'Aeroport Internacional de Dubai el 2014

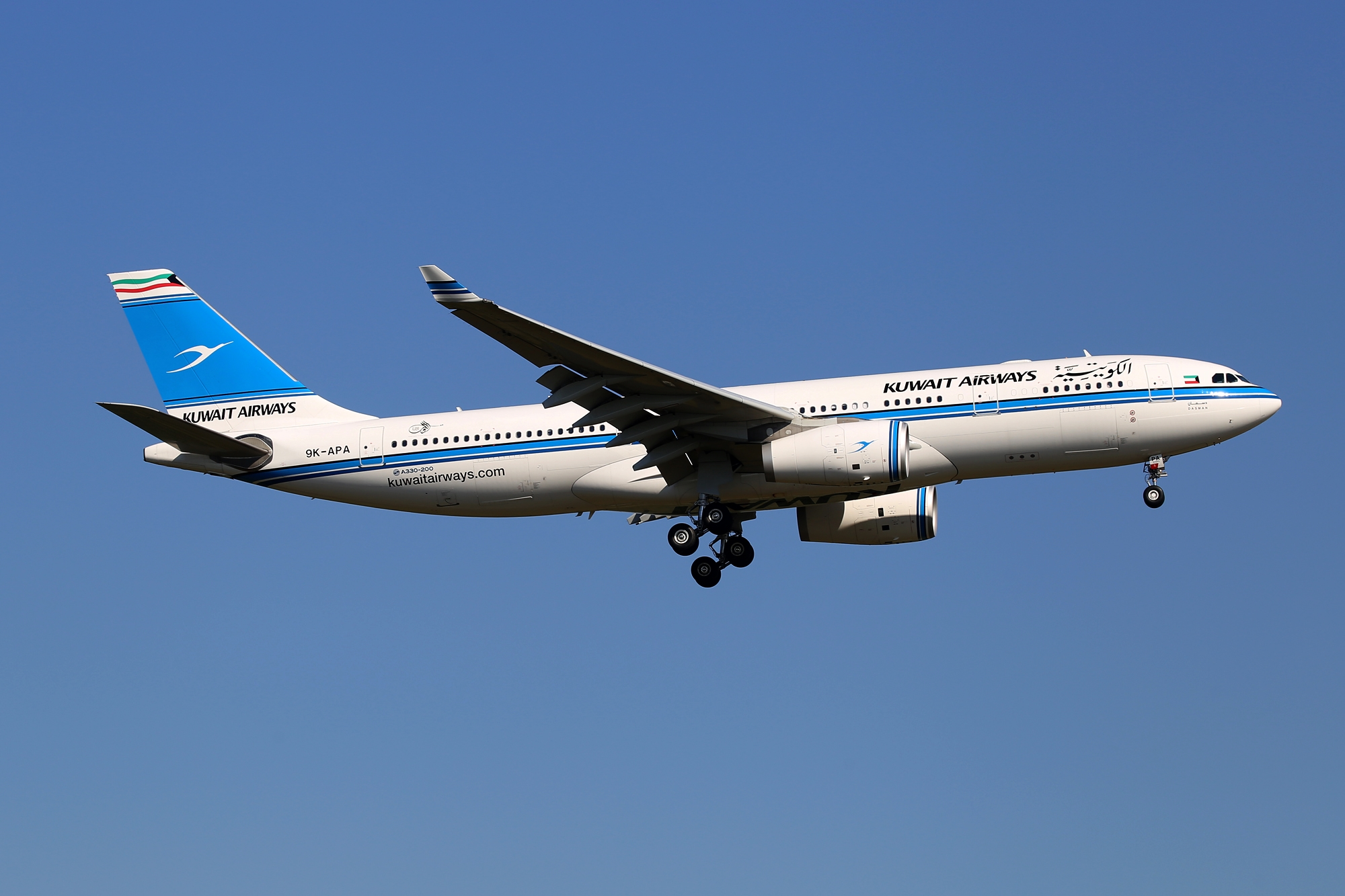
Airbus A330-200 de Kuwait Airways en aproximació curta a l'Aeroport de Frankfurt el 2016

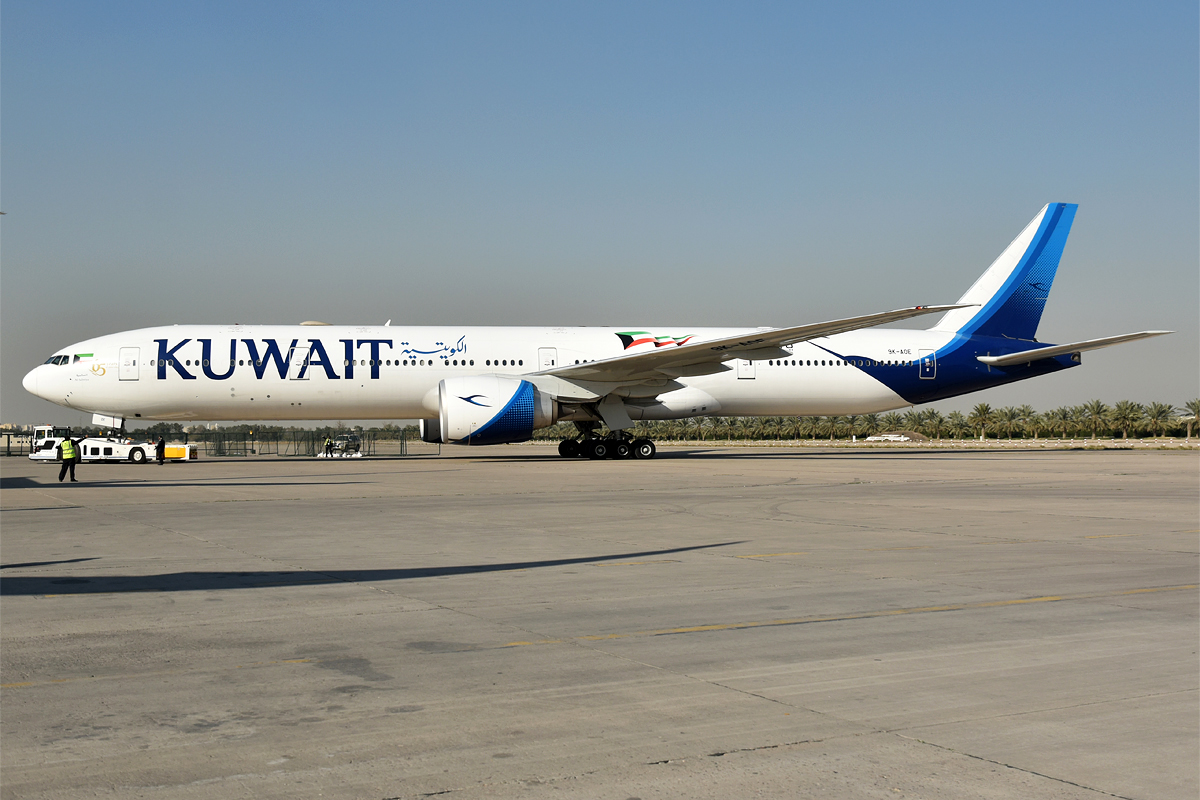
Boeing 777 de Kuwait Airways aparcat a l'Aeroport Internacional de Kuwait el 2020 amb la lliurea actual

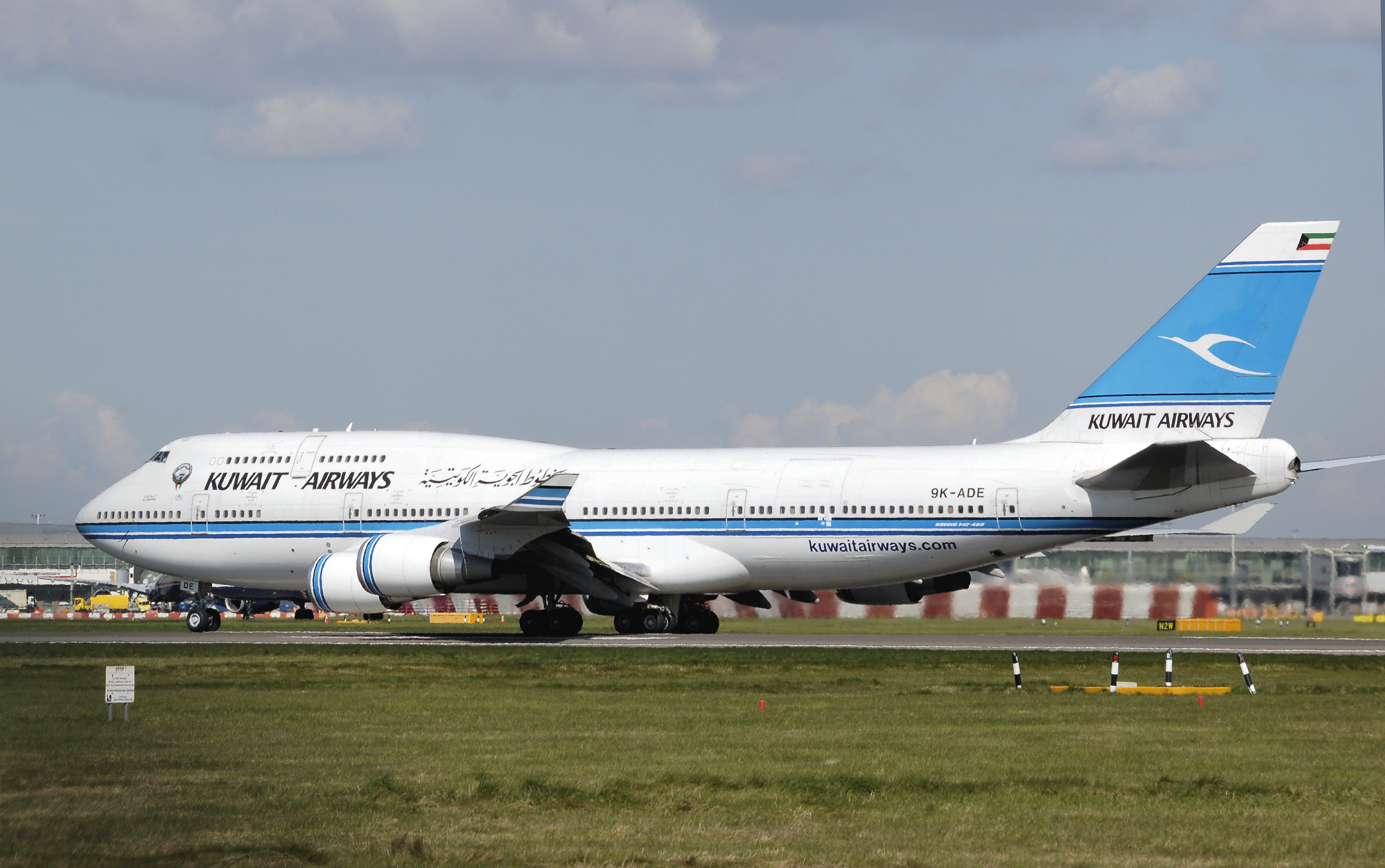
Un sol Boeing 747-400 que servia d'avió privat de l'emir de Kuwait de tant en tant s'utilitzava per a serveis programats.

A setembre del 2022, la flota de Kuwait Airways es componia dels avions següents:
| Avió             | En servei | Comandes | Passatgers | Passatgers | Passatgers | Passatgers | Notes |
| Avió             | En servei | Comandes | F          | C          | Y          | Total      | Notes |
| ---------------- | --------- | -------- | ---------- | ---------- | ---------- | ---------- | ----- |
| Airbus A320-200  | 7         | —        | —          | 20         | 110        | 130        |       |
| Airbus A320neo   | 6         | 9        | —          | 12         | 122        | 134        |       |
| Airbus A321neo   | —         | 6        | PC         | PC         | PC         | 169        | [ 3 ] |
| Airbus A321LR    | —         | 3        | PC         | PC         | PC         | 169        | [ 3 ] |
| Airbus A330-200  | 5         | —        | 17         | 30         | 165        | 212        |       |
| Airbus A330-800  | 4         | —        | 32         | 203        | 235        |            |       |
| Airbus A330-900  | —         | 7        | PC         | PC         | PC         | 291        | [ 3 ] |
| Airbus A350-900  | —         | 2        | PC         | PC         | PC         | 326        | [ 7 ] |
| Boeing 777-300ER | 10        | —        | 8          | 26         | 290        | 324        |       |
| Total            | 32        | 27       |            |            |            |            |       |